# 小野茜 (AV女優)
小野 茜（おの あかね、1983年8月10日 - ）は、日本の元AV女優、元ストリッパー。
東京都出身。血液型：AB型 、身長：155cm、スリーサイズ：B79・W55・H83 、Cカップ。

## 略歴
2002年にAVデビュー。主に企画系作品を中心に活躍するロリ系の女優。
2003年からはストリッパーとしても活躍。以降はストリッパーの活動がメインであったが、2006年12月15日、川崎ロック座での公演にてストリッパーから引退した。またAVの方も2006年以降、活動しておらず完全引退したと思われる。
タレントとして活躍している小野茜やドリームチケット2作品に出演している小野あかね(小野茜)とは別人である。

## 作品

### アダルトビデオ
- ロリポップ ウィッチーズ（2002年8月15日、MOODYZ）
- レズキス ロマンス〜海辺の詩人〜（2002年9月15日、MOODYZ）共演:大塚くるみ、椿レイ、松葉まどか
- ロリータアナル調教（2002年10月15日、MOODYZ）
- Hなお姉さんのスイートスポット（2003年2月14日、LEO）オムニバス作品
- BODYHAZARD カリスマ美容師事件簿（2003年6月20日、グラスワン・ソフトウエア）他出演:すぎはら美里、金子みえ、原口まお
- 女子校生 れず 先輩と私 52（2003年7月23日、U&K）共演:姫宮まこ
- 4Pレズ×ペニバンFUCK（2003年8月25日、ラハイナ東海）共演:楠木さやか、新堂真美、三上翔子
- いけない女子校生（2003年9月5日、桃太郎映像出版）共演:杏野るり、桃乃かおり
- まるごと ぜ〜んぶ女子校生4時間（2003年9月26日、メディアステーション）他多数出演
- 女子高生にイジメられたい 〜M男悦楽〜（2003年11月13日、プールクラブ）共演:小西美智子
- 舐められ倶楽部スーパーDXルーム（2003年12月19日、アロマ企画）共演:三上翔子、森下由希
- すごいよ! Vol.2 キューティー女子校生編（2004年3月26日、イエローボックス）オムニバス作品
- 肉体労働の女 GOLD（2004年5月21日、メディアバンク）オムニバス作品
- HARDCORE LESBIAN 淫乱オマ○コ・濃厚レズ中毒（2004年8月10日、ドリームクリエイト）共演:三上翔子
- 烈風戦隊サムライジャーACT01（2004年8月20日、GIGA）
- ヒロイン緊縛腹パンチ 2（2004年9月10日、GIGA）
- プロダクション蔵出し映像初レズ仕込み 1（2005年1月、アウダースジャパン）共演:小谷ゆりあ 他出演:小春ひより、小池笑美 他
- プロダクション蔵出し映像初レズ仕込み 2（2005年1月、アウダースジャパン）共演:黒沢純子 他出演:楠木さやか、椎名泉、小池笑美 他
- 紅蜥蜴（2005年5月15日、ジェイモデル）共演:中野千夏
- AV専門学校（2005年8月19日、ネクストイレブン）共演:三上翔子、岸本萌、並木えり子、柴崎ジュン
- 競泳水着の女 SPECIAL（2枚組） タイト&ウェット（2006年1月4日、アキノリ）共演:紗月結花、聖瑛麻、桜井ルミカ、森川あずさ

以下発売日不明
- 女遊戯－制服の戯れ－（アートモデルズ）共演:芝田ひろみ
- Gals Be...（ネクストイレブン）共演:企画女優2名

### テレビ
- ドキドキ!?にゅ〜すキャスター（MONDO21）